# Islambek Orozbekov
Islambek Orozbekov (1995) è un lottatore kirghiso, specializzato nella lotta libera.

## Palmarès
- Campionati asiatici

Nuova Delhi 2020: bronzo nei 74 kg.
Almaty 2021: bronzo nei 70 kg.
Ulaanbaatar 2022: bronzo nei 70 kg.